# Prangos scabrifolia
Prangos scabrifolia är en flockblommig växtart som beskrevs av George Edward Post och Gustave Beauverd. Prangos scabrifolia ingår i släktet Prangos och familjen flockblommiga växter. Inga underarter finns listade i Catalogue of Life.